# Порт-Хедленд
Порт-Хедленд (англ. Port Hedland) — город, находящийся на северо-западе штата Западная Австралия, в 1322 километрах от Перта. Население города на 2011 год — 15 044 человека. Крупнейший по грузообороту порт Австралии, крупнейший город региона Пилбара. Почтовый индекс — 6721.